# Pirakia brunnea
Pirakia brunnea är en ringmaskart som beskrevs av Fauchald 1972. Pirakia brunnea ingår i släktet Pirakia och familjen Phyllodocidae. Inga underarter finns listade i Catalogue of Life.